# 서울특별시의 초등학교 목록
다음은 서울특별시의 초등학교 목록이다. 검색의 편의를 위하여 공통적으로 '서울'로 시작하는 학교는 '서울'을 생략하였고, 가나다순 또는 사전식 순서로 단어를 정렬했다.

## 가
가곡초등학교 · 
가동초등학교 · 
가락초등학교 · 
가산초등학교 · 
가양초등학교 · 
가원초등학교 · 
가인초등학교 · 
가주초등학교 · 
갈산초등학교 · 
갈현초등학교 · 
강남초등학교 · 
강덕초등학교 · 
강동초등학교 · 
강명초등학교 · 
강빛초등학교 · 
강서초등학교 · 
강솔초등학교 · 
강신초등학교 · 
강월초등학교 · 
강일초등학교 · 
개롱초등학교 · 
개명초등학교 · 
개봉초등학교 · 
개운초등학교 · 
개웅초등학교 · 
개원초등학교 · 
개일초등학교 · 
개포초등학교 · 
개화초등학교 · 
거여초등학교 · 
거원초등학교 · 
경기초등학교 · 
경동초등학교 · 
경복초등학교 · 
경수초등학교 · 
경인초등학교 · 
경일초등학교 · 
경희초등학교 · 
계남초등학교 · 
계상초등학교 · 
계성초등학교 · 
고덕초등학교 · 
고명초등학교 · 
고산초등학교 · 
고원초등학교 · 
고은초등학교 · 
고일초등학교 · 
고척초등학교 · 
고현초등학교 · 
공덕초등학교 · 
공릉초등학교 · 
공연초등학교 · 
공진초등학교 · 
공항초등학교 · 
관악초등학교 · 
광남초등학교 · 
광운초등학교 · 
광장초등학교 · 
광진초등학교 · 
광희초등학교 · 
교동초등학교 · 
구남초등학교 · 
구로남초등학교 · 
구로초등학교 · 
구룡초등학교 · 
구산초등학교 · 
구암초등학교 · 
구의초등학교 · 
구일초등학교 · 
구현초등학교 · 
군자초등학교 · 
금나래초등학교 · 
금동초등학교 · 
금북초등학교 · 
금산초등학교 · 
금성초등학교 · 
금양초등학교 · 
금옥초등학교 · 
금천초등학교 · 
금호초등학교 · 
금화초등학교 · 
길동초등학교 · 
길원초등학교 · 
길음초등학교

## 나
난곡초등학교 · 
난우초등학교 · 
난향초등학교 · 
남명초등학교 · 
남부초등학교 · 
남사초등학교 · 
남산초등학교 · 
남성초등학교 · 
남정초등학교 · 
남천초등학교 · 
내발산초등학교 · 
노량진초등학교 · 
노원초등학교 · 
노일초등학교 · 
녹번초등학교 · 
녹천초등학교 · 
논현초등학교 · 
누원초등학교

## 다
답십리초등학교 · 
당곡초등학교 · 
당산초등학교 · 
당서초등학교 · 
당중초등학교 · 
당현초등학교 · 
대곡초등학교 · 
대광초등학교 · 
대길초등학교 · 
대도초등학교 · 
대동초등학교 · 
대림초등학교 · 
대명초등학교 · 
대모초등학교 · 
대방초등학교 · 
대신초등학교 · 
대영초등학교 · 
대왕초등학교 · 
대은초등학교 · 
대조초등학교 · 
대진초등학교 · 
대청초등학교 · 
대치초등학교 · 
대현초등학교 · 
덕수초등학교 · 
덕암초등학교 · 
덕의초등학교 · 
도곡초등학교 · 
도림초등학교 · 
도봉초등학교 · 
도성초등학교 · 
도신초등학교 · 
독립문초등학교 · 
독산초등학교 · 
돈암초등학교 · 
동광초등학교 · 
동교초등학교 · 
동구로초등학교 · 
동답초등학교 · 
동명초등학교 · 
동북초등학교 · 
동산초등학교 · 
동신초등학교 · 
동원초등학교 · 
동의초등학교 · 
동일초등학교 · 
동자초등학교 · 
동작초등학교 · 
동호초등학교 · 
두산초등학교 · 
둔촌초등학교 · 
등마초등학교 · 
등명초등학교 · 
등서초등학교 · 
등양초등학교 · 
등원초등학교 · 
등촌초등학교 · 
등현초등학교

## 라
리라초등학교

## 마
마장초등학교 · 
마천초등학교 · 
마포초등학교 · 
망우초등학교 · 
망원초등학교 · 
매동초등학교 · 
매봉초등학교 · 
매원초등학교 · 
매헌초등학교 · 
면남초등학교 · 
면동초등학교 · 
면목초등학교 · 
면북초등학교 · 
면일초등학교 · 
면중초등학교 · 
명덕초등학교 · 
명신초등학교 · 
명원초등학교 · 
명일초등학교 · 
명지초등학교 · 
목동초등학교 · 
목운초등학교 · 
목원초등학교 · 
묘곡초등학교 · 
무학초등학교 · 
묵동초등학교 · 
묵현초등학교 · 
문교초등학교 · 
문덕초등학교 · 
문래초등학교 · 
문백초등학교 · 
문성초등학교 · 
문정초등학교 · 
문창초등학교 · 
문현초등학교 · 
미동초등학교 · 
미래초등학교 · 
미성초등학교 · 
미아초등학교 · 
미양초등학교

## 바
반원초등학교 · 
반포초등학교 · 
발산초등학교 · 
방배초등학교 · 
방산초등학교 · 
방이초등학교 · 
방일초등학교 · 
방학초등학교 · 
방현초등학교 · 
방화초등학교 · 
백산초등학교 · 
백석초등학교 · 
백운초등학교 · 
버들초등학교 · 
번동초등학교 · 
보광초등학교 · 
보라매초등학교 · 
본동초등학교 · 
봉래초등학교 · 
봉은초등학교 · 
봉천초등학교 · 
봉현초등학교 · 
봉화초등학교 · 
북가좌초등학교 · 
북성초등학교 · 
북한산초등학교 · 
불광초등학교 · 
불암초등학교

## 사
사근초등학교 · 
사당초등학교 · 
삼각산초등학교 · 
삼광초등학교 · 
삼릉초등학교 · 
삼선초등학교 · 
삼성초등학교 · 
삼양초등학교 · 
삼육초등학교 · 
삼일초등학교 · 
삼전초등학교 · 
삼정초등학교 · 
상경초등학교 · 
상계초등학교 · 
상곡초등학교 · 
상도초등학교 · 
상명대학교 사범대학 부속초등학교 · 
상명초등학교 · 
상봉초등학교 · 
상수초등학교 · 
상신초등학교 · 
상암초등학교 · 
상원초등학교 · 
상월초등학교 · 
상일초등학교 · 
상지초등학교 · 
상천초등학교 · 
상현초등학교 · 
새솔초등학교 · 
서강초등학교 · 
서교초등학교 · 
서래초등학교 · 
서빙고초등학교 · 
서신초등학교 · 
서울교육대학교 부설초등학교 · 
서울대학교 사범대학 부설초등학교 · 
서원초등학교 · 
서이초등학교 · 
서일초등학교 · 
서정초등학교 · 
서초초등학교 · 
석계초등학교 · 
석관초등학교 · 
석촌초등학교 · 
선곡초등학교 · 
선린초등학교 · 
선사초등학교 · 
선유초등학교 · 
선일초등학교 · 
성내초등학교 · 
성동초등학교 · 
성북초등학교 · 
성산초등학교 · 
성서초등학교 · 
성수초등학교 · 
성신초등학교 · 
성원초등학교 · 
성일초등학교 · 
성자초등학교 · 
세검정초등학교 · 
세곡초등학교 · 
세륜초등학교 · 
세명초등학교 · 
세종초등학교 · 
소의초등학교 · 
송례초등학교 · 
송원초등학교 · 
송전초등학교 · 
송정초등학교 · 
송중초등학교 · 
송천초등학교 · 
송파초등학교 · 
송화초등학교 · 
수락초등학교 · 
수리초등학교 · 
수명초등학교 · 
수색초등학교 · 
수서초등학교 · 
수송초등학교 · 
수암초등학교 · 
수유초등학교 · 
숭곡초등학교 · 
숭덕초등학교 · 
숭례초등학교 · 
숭미초등학교 · 
숭신초등학교 · 
숭의초등학교 · 
숭인초등학교 · 
시흥초등학교 · 
신가초등학교 · 
신강초등학교 · 
신계초등학교 · 
신곡초등학교 · 
신광초등학교 · 
신구로초등학교 · 
신구초등학교 · 
신기초등학교 · 
신길초등학교 · 
신남성초등학교 · 
신남초등학교 · 
신내초등학교 · 
신답초등학교 · 
신당초등학교 · 
신대림초등학교 · 
신도림초등학교 · 
신도초등학교 · 
신동초등학교 · 
신림초등학교 · 
신명초등학교 · 
신목초등학교 · 
신묵초등학교 · 
신미림초등학교 · 
신방학초등학교 · 
신봉초등학교 · 
신북초등학교 · 
신사초등학교 · 
신상계초등학교 · 
신상도초등학교 · 
신서초등학교 · 
신석초등학교 · 
신성초등학교 · 
신암초등학교 · 
신양초등학교 · 
신영초등학교 · 
신용산초등학교 · 
신우초등학교 · 
신원초등학교 · 
신월초등학교 · 
신은초등학교 · 
신자초등학교 · 
신정초등학교 · 
신중초등학교 · 
신창초등학교 · 
신천초등학교 · 
신학초등학교 · 
신현초등학교 · 
신화초등학교 · 
신흥초등학교 · 
쌍문초등학교

## 아
아주초등학교 · 
아현초등학교 · 
안산초등학교 · 
안암초등학교 · 
안천초등학교 · 
안평초등학교 · 
압구정초등학교 · 
양강초등학교 · 
양남초등학교 · 
양동초등학교 · 
양명초등학교 · 
양목초등학교 · 
양원초등학교 · 
양재초등학교 · 
양전초등학교 · 
양진초등학교 · 
양천초등학교 · 
양화초등학교 · 
언남초등학교 · 
언북초등학교 · 
언주초등학교 · 
여의도초등학교 · 
역삼초등학교 · 
역촌초등학교 · 
연가초등학교 · 
연광초등학교 · 
연신초등학교 · 
연은초등학교 · 
연지초등학교 · 
연천초등학교 · 
연촌초등학교 · 
연희초등학교 · 
염경초등학교 · 
염동초등학교 · 
염리초등학교 · 
염창초등학교 · 
영남초등학교 · 
영도초등학교 · 
영동초등학교 · 
영등포초등학교 · 
영림초등학교 · 
영문초등학교 · 
영본초등학교 · 
영서초등학교 · 
영신초등학교 · 
영원초등학교 · 
영일초등학교 · 
영중초등학교 · 
영풍초등학교 · 
영화초등학교 · 
영훈초등학교 · 
영희초등학교 · 
예일초등학교 · 
오금초등학교 · 
오류남초등학교 · 
오류초등학교 · 
오륜초등학교 · 
오봉초등학교 · 
오정초등학교 · 
오현초등학교 · 
옥수초등학교 · 
옥정초등학교 · 
온곡초등학교 · 
온수초등학교 · 
왕북초등학교 · 
용강초등학교 · 
용곡초등학교 · 
용답초등학교 · 
용동초등학교 · 
용두초등학교 · 
용마초등학교 · 
용산초등학교 · 
용암초등학교 · 
용원초등학교 · 
우면초등학교 · 
우솔초등학교 · 
우신초등학교 · 
우암초등학교 · 
우이초등학교 · 
우장초등학교 · 
우촌초등학교 · 
운현초등학교 · 
원광초등학교 · 
원당초등학교 · 
원명초등학교 · 
원묵초등학교 · 
원신초등학교 · 
원촌초등학교 · 
원효초등학교 · 
월계초등학교 · 
월곡초등학교 · 
월정초등학교 · 
월천초등학교 · 
월촌초등학교 · 
위례별초등학교 · 
위례초등학교 · 
유석초등학교 · 
유현초등학교 · 
윤중초등학교 · 
율현초등학교 · 
은로초등학교 · 
은명초등학교 · 
은빛초등학교 · 
은석초등학교 · 
은정초등학교 · 
은진초등학교 · 
은천초등학교 · 
은평초등학교 · 
은혜초등학교 · 
을지초등학교 · 
응봉초등학교 · 
응암초등학교 · 
이문초등학교 · 
이수초등학교 · 
이태원초등학교 · 
이화여자대학교 사범대학 부속초등학교 · 
인수초등학교 · 
인왕초등학교 · 
인헌초등학교 · 
일신초등학교 · 
일원초등학교

## 자
자곡초등학교 · 
자양초등학교 · 
자운초등학교 · 
잠동초등학교 · 
잠신초등학교 · 
잠실초등학교 · 
잠원초등학교 · 
잠일초등학교 · 
잠전초등학교 · 
잠현초등학교 · 
장곡초등학교 · 
장수초등학교 · 
장안초등학교 · 
장월초등학교 · 
장위초등학교 · 
장충초등학교 · 
장평초등학교 · 
재동초등학교 · 
전곡초등학교 · 
전농초등학교 · 
전동초등학교 · 
정곡초등학교 · 
정덕초등학교 · 
정릉초등학교 · 
정목초등학교 · 
정수초등학교 · 
정심초등학교 · 
조원초등학교 · 
종암초등학교 · 
중계초등학교 · 
중곡초등학교 · 
중광초등학교 · 
중대초등학교 · 
중동초등학교 · 
중랑초등학교 · 
중마초등학교 · 
중목초등학교 · 
중앙대학교 사범대학 부속초등학교 · 
중원초등학교 · 
중평초등학교 · 
중현초등학교 · 
중화초등학교 · 
중흥초등학교 · 
증산초등학교 · 
지향초등학교 · 
진관초등학교

## 차
창경초등학교 · 
창도초등학교 · 
창동초등학교 · 
창림초등학교 · 
창서초등학교 · 
창신초등학교 · 
창원초등학교 · 
창일초등학교 · 
창천초등학교 · 
천동초등학교 · 
천왕초등학교 · 
천일초등학교 · 
천호초등학교 · 
청계초등학교 · 
청구초등학교 · 
청담초등학교 · 
청덕초등학교 · 
청량초등학교 · 
청룡초등학교 · 
청운초등학교 · 
청원초등학교 · 
청파초등학교 · 
초당초등학교 · 
추계초등학교 · 
충무초등학교 · 
충암초등학교 · 
치현초등학교

## 타
탑동초등학교 · 
탑산초등학교 · 
태강삼육초등학교 · 
태랑초등학교 · 
태릉초등학교 · 
토성초등학교

## 파
평화초등학교 · 
포이초등학교 · 
풍납초등학교 · 
풍성초등학교

## 하
하늘숲초등학교 · 
하늘초등학교 · 
학동초등학교 · 
한강초등학교 · 
한남초등학교 · 
한산초등학교 · 
한서초등학교 · 
한신초등학교 · 
한양초등학교 · 
한천초등학교 · 
항동초등학교 · 
해누리초등학교 · 
행당초등학교 · 
행림초등학교 · 
행현초등학교 · 
혜화초등학교 · 
홍릉초등학교 · 
홍연초등학교 · 
홍은초등학교 · 
홍익대학교 사범대학 부속초등학교 · 
홍제초등학교 · 
홍파초등학교 · 
화계초등학교 · 
화곡초등학교 · 
화랑초등학교 · 
화양초등학교 · 
화일초등학교 · 
효제초등학교 · 
후암초등학교 · 
휘경초등학교 · 
휘봉초등학교 · 
흑석초등학교 · 
흥인초등학교